# Uśmiech Mony Lizy
Uśmiech Mony Lizy (org. Mona Lisa Smile) – amerykański film z 2003 roku w reżyserii Mike’a Newella. W rolach głównych wystąpiły Julia Roberts, Maggie Gyllenhaal, Kirsten Dunst i Julia Stiles. Tytuł filmu odwołuje się do obrazu Leonardo da Vinci – Mona Lisa i do utworu Nata Kinga Cole’a pod tym samym tytułem. Cover tego utworu w filmie wykonuje Seal. Film jest luźną adaptacją powieści Muriel Spark – The Prime of Miss Jean Brodie.

## Obsada
- Julia Roberts – Katherine Watson
- Kirsten Dunst – Elizabeth „Betty” Warren (Jones)
- Ginnifer Goodwin – Constance „Connie” Baker
- Maggie Gyllenhaal – Giselle Levy
- Marcia Gay Harden – Nancy Abbey
- Julia Stiles – Joan Brandwyn
- Marian Seldes – Jocelyn Carr
- Juliet Stevenson – Amanda Armstrong
- Dominic West – Bill Dunbar
- John Slattery – Paul Moore
- Ebon Moss-Bachrach – Charlie Stewart
- Topher Grace – Tommy Donegal
- Tori Amos – piosenkarka na ślubie
- Lisa Roberts Gillan – miss Albini
- Taylor Roberts – Louise

## Fabuła
Akcja filmu rozgrywa się w latach 1953−1954. Amerykańskie społeczeństwo przechodzi powolną ewolucję, umożliwioną przez zakończenie II wojny światowej, a także pojawienie się nowych technologii. W filmie wyraźnie zaakcentowano symbole lat 50., jak lodówka, telewizja czy stylizacja pin-up girls.
30-letnia Katherine Watson (Julia Roberts) wyjeżdża z Kalifornii do Wellesley w Nowej Anglii, gdzie obejmuje posadę nauczycielki historii sztuki w miejscowym, prestiżowym college’u. Szkoła wychowuje swoje uczennice w duchu konserwatywnych tradycji. Przeznaczeniem kobiety z Wellesley jest bycie doskonałą żoną, matką i gospodynią. Uważa się, że nie da się pogodzić tych ról z karierą zawodową, dlatego większość z nich nigdy nie podejmie się pracy zawodowej. Watson reprezentuje wartości rewolucji obyczajowej, której zwiastuny da się zaobserwować w reszcie kraju. Nie dotarły one jednak na prowincję, gdzie kobiety wciąż żyją tak samo jak przed wojną.
Nauczycielka uczy swoje uczennice pewności siebie i samodzielności w myśleniu, co spotyka się z krytyką miejscowej społeczności i władz college’u. Jednocześnie większość uczennic nawiązuje bliskie, przyjacielskie relacje z kobietą, którą postrzegają jako autorytet. Szczególnie blisko, Watson zwiąże się z grupą czterech przyjaciółek. W tle przeplatają się osobiste losy głównych bohaterek.
Betty Warren (Kirsten Dunst), zgodnie z wymogami tradycji, wychodzi za mąż. Niechęć Watson do małżeństwa odczuwa jako atak na siebie i tradycję, którą reprezentuje. Tymczasem jej mąż nie poświęca jej dostatecznie dużo uwagi.
Joan Brandwyn (Julia Stiles) jest najlepszą przyjaciółką Betty. Zafascynowana postacią nauczycielki historii sztuki, odracza planowany ślub i podejmuje próbę dostania się na studia prawnicze na Uniwersytecie Yale. Prowadzi to do konfliktu z Betty.
Giselle Levy (Maggie Gyllenhaal) stara się uchodzić za kobietę wyzwoloną. Nie szuka męża, lecz wynajduje sobie kochanków. Okazuje się, że poza jest reperkusją wychowania w rozbitej rodzinie.
Connie Baker (Ginnifer Goodwin) uchodzi za najmniej zdolną i piękną spośród swoich koleżanek. Katherine daje jej przykład potrzebny do tego, by przełamała swój brak pewności siebie.
Kontrowersje, jakie wzbudziła, prowokują Watson do ponownego przeanalizowania własnej hierarchii wartości. Chociaż przekonuje swoje uczennice, że bycie żoną i matką nie przekreśla kariery zawodowej, sama odrzuca zaręczyny i przekreśla związki z kolejnymi partnerami.

## Nagrody i nominacje
Złote Globy 2003
- Najlepsza piosenka – The Heart of Every Girl – muz. Elton John; sł. Bernie Taupin (nominacja)

Nagroda Satelita 2003
- Najlepsza piosenka – The Heart of Every Girl – Elton John (nominacja)